# 4816 Connelly
4816 Connelly este un asteroid din centura principală, descoperit pe 3 august 1981 de Edward Bowell.